# 吉森车站
吉森车站（德語：Bahnhof Gießen）是德国黑森州中部城市吉森的一座楔形车站。它被德铁车站及服务归类为二等站，并以日均约375班列车和28000名旅客的到发量而成为中黑森地区最重要的公共短途客运枢纽。

## 历史
吉森的首座临时车站座落在奥斯瓦尔德花园地区，是为美因－威悉铁路而建于1850年。在1853至1854年间，这个临时措施被一座全新靠南的车站所取代，后者位于如今的站址上，并附带有相应的车站大楼。
从1869年至1871年间，上黑森铁路公司修建了从吉森通往富尔达的福格尔斯山铁路以及通往盖尔恩豪森的铁路。它们在吉森的铁路设施位于美因－威悉铁路车站大楼对面，即站前广场的另一侧。这意味着车站大楼的入口只能经由李比希街（当时仍称大学街）到达。直至1893年，才建造了通往老韦茨拉尔路的桥梁以及跨越福格尔斯山铁路和吉森－盖尔恩豪森铁路轨道的阶梯设施。
第二次世界大战期间，车站成为盟军空袭的目标。其中在1944年12月4日和6日对吉森的大规模轰炸、以及1944年12月11日和1945年2月17日（105吨烈性炸弹）的空袭，都对车站造成了严重的破坏。

## 车站大楼

### 首座车站大楼
吉森车站的首座车站大楼是在1854年按照浪漫式的新古典主义风格建造，其严格对称的“E”形样式由红色砂岩制成，并在表层覆以灰泥。该建筑高两层，长72米，在中部亭厅的上方设有一个钟楼。办公室及五间铁路公寓位于上层，底层的最北端则为王侯候车室。

### 第二座车站大楼
如今的车站大楼是由来自黑博恩的建筑师路德维希·霍夫曼于1904年至1911年间建造。他将美因－威悉铁路边上的首座车站大楼纳入了新建筑之中。月台顶篷的铸铁支柱也可追溯至1854年的设施。现在，车站大楼被推挤为楔子状，伫立在美因－威悉铁路、福格尔斯山铁路的东向分支轨道以及通往盖尔恩豪森的铁路之间。在城市规划方面，他代表了1880年城市扩张视轴的消失点。它以历史主义的新罗马式风格建造，是一座三层楼高红色砂岩建筑，在非对称的平面布局中设有醒目的钟楼。马丁·瓦尔泽于1976年5月12日在其日记的阅读之旅中这样写道吉森车站：“车站建成时，您显然不知道车站在想什么。大多数时候，人们会觉得走进了教堂和城堡的混合体，这一点在吉森尤为明显。一座带有中殿和塔楼的红砂岩教堂，甚至让人有拆毁中殿的冲动”。
第二次世界大战期间，车站大楼遭到破坏，其中北翼被完全摧毁，并不再重建。1968年11月，车站前廊进行了改造，站房建筑则扩展到了北翼曾经所在的位置。外墙于1970年代初进行了翻新。车站大楼根据黑森文物保护法被列为文化古迹。
车站大堂内设有德铁信息服务台、订票中心、车站书店以及餐饮和旅行用品的销售点。车站大楼内还设有站务、列车公告和车站使命团等设施。

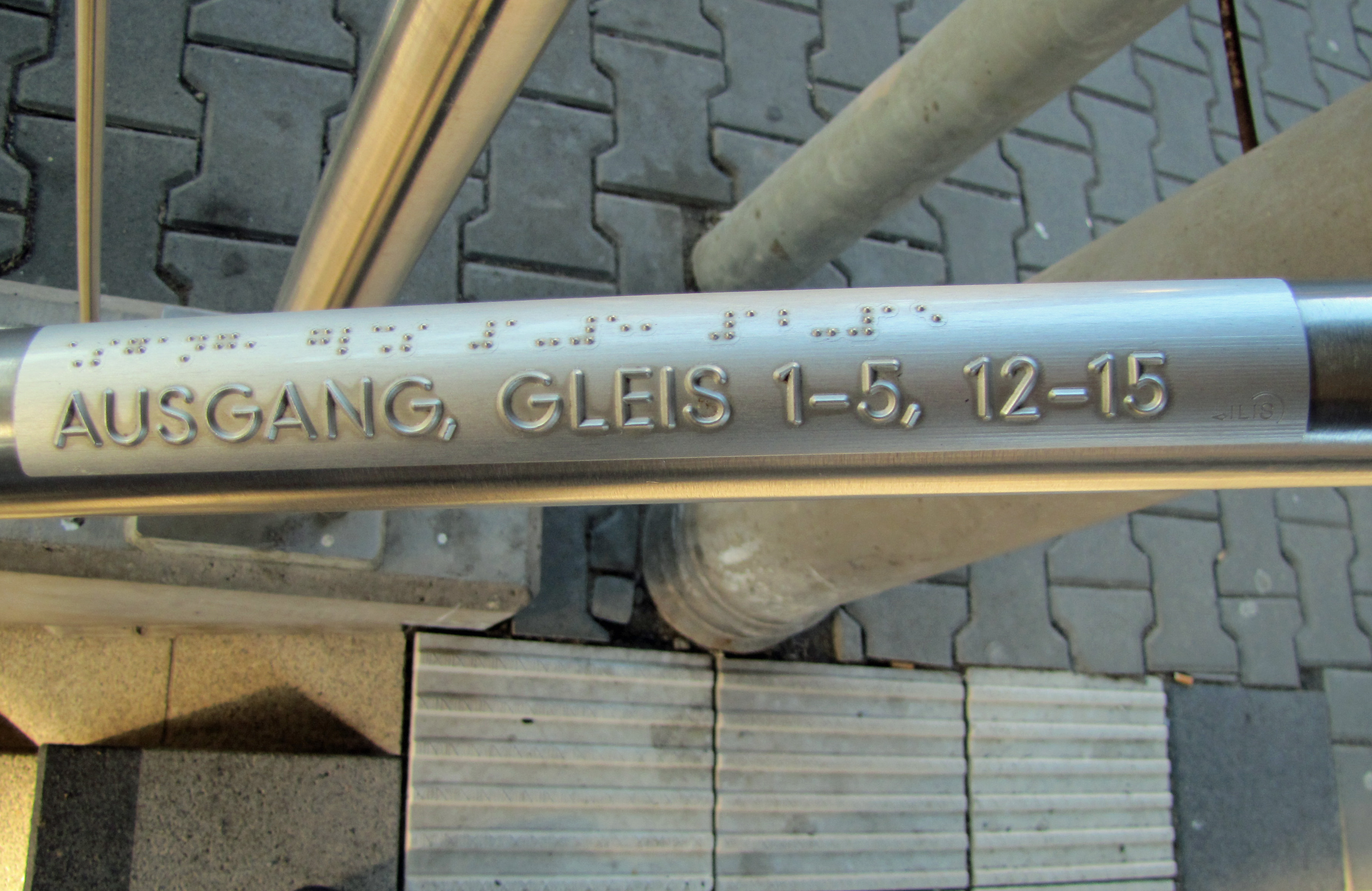
楼梯扶手上的盲文及常规文字路标

在2008年至2010年间，车站对客运设施进行了重建。奠基仪式于2008年7月16日举行。 这项工程的主要目的是建立一个新的行人地下通道，以及可通往所有月台的无障碍通道。 新的行人隧道于2010年7月21日开放。 受余下工作的影响，客运设施直至2010年秋季才正式启用。

## 运营

### 客运
吉森车站的两个部分共设有11条月台股道：

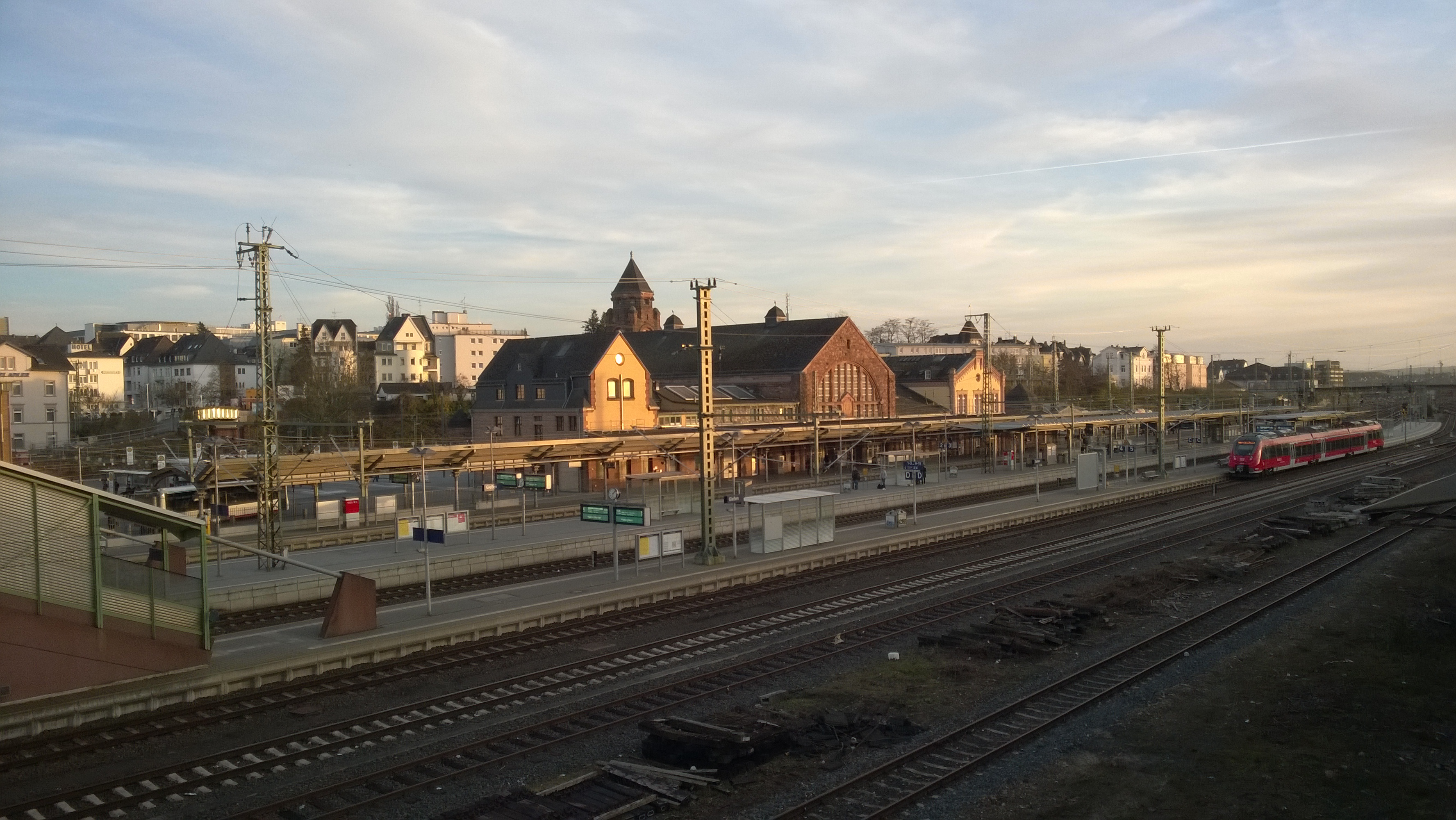
美因－威悉铁路的轨道设施及车站大楼，行人天桥视角（2014年）

- 车站大楼西侧的“美因－威悉子站”（Main-Weser-Bahnhof）使用通往卡塞尔方向的1至5道。这里共三个月台，可供停靠的列车包括有卡尔斯鲁厄－法兰克福－汉堡（－宾茨）路线的城际快车、RMV 30号线（卡塞尔－吉森－法兰克福，“美因－威悉快线”，RE 30和RE 98）和40号线的区域快车（锡根－吉森－法兰克福，“美因－锡格快线”，RE 99）——它们在法兰克福和马尔堡之间组成了每小时1班的发车间隔；以及连接特雷萨－吉森和迪伦堡－韦茨拉尔－吉森（在吉森合编驶往法兰克福）的“中黑森快线”（RB 40）的列车。在哈瑙总站到发的区域列车（RB 49）加密班次也在此停靠。
- “上黑森子站”（Oberhessische Bahnhof）位于车站的东侧，使用11道至15道。这里停靠有来自福格尔斯山和盖尔恩豪森铁路的列车（RB 45和RB 46）、朝西南方向经由兰河谷铁路通往林堡的列车（RE 25和RB 46），以及解编后单独经由迪尔铁路前往迪伦堡的列车（RB 40）。
- 在两个子站之间，即楔子形的尖端，设有车站唯一的尽头线——9道，并配备一个月台。经由兰河谷铁路通往林堡和科布伦茨的列车几乎均在此始发和终到（RE 25和RB 46）。

此外，如果卡塞尔-威廉丘－法兰克福高速铁路出现运营中断，其它路线的ICE列车也会绕行美因－威悉铁路，但不会在吉森停站。

#### 长途运输
在铁路长途客运中，来往于卡尔斯鲁厄至汉堡间（部分班次延长至宾茨起讫）的城际快车26号线每隔两小时便有一班车在吉森车站停靠。另有每日一对在韦斯特兰 (德国)始发和终到的城际列车班次也在吉森停靠。
在2009年11月至2011年12月期间，还开行有每天一对欧城列车从锡根经由吉森和法兰克福往返于克拉根福。这班列车附挂有通往萨格勒布三节联运车厢。
| 路线   | 经由 | 频率      |
| ------ | --- | --------- |
| ICE 26 | （宾茨 － 施特拉尔松德 － 罗斯托克 － 什未林 －） 汉堡 － 汉诺威 － 卡塞尔-威廉丘 － 吉森 － 法兰克福 － 达姆施塔特 － 海德堡 － 卡尔斯鲁厄 | 两小时1班 |
| IC 26  | 韦斯特兰 － 汉堡 － 汉诺威 － 卡塞尔-威廉丘 － 吉森 － 法兰克福 － 达姆施塔特 － 海德堡 － 卡尔斯鲁厄                                       | 每日1对   |

#### 短途客运

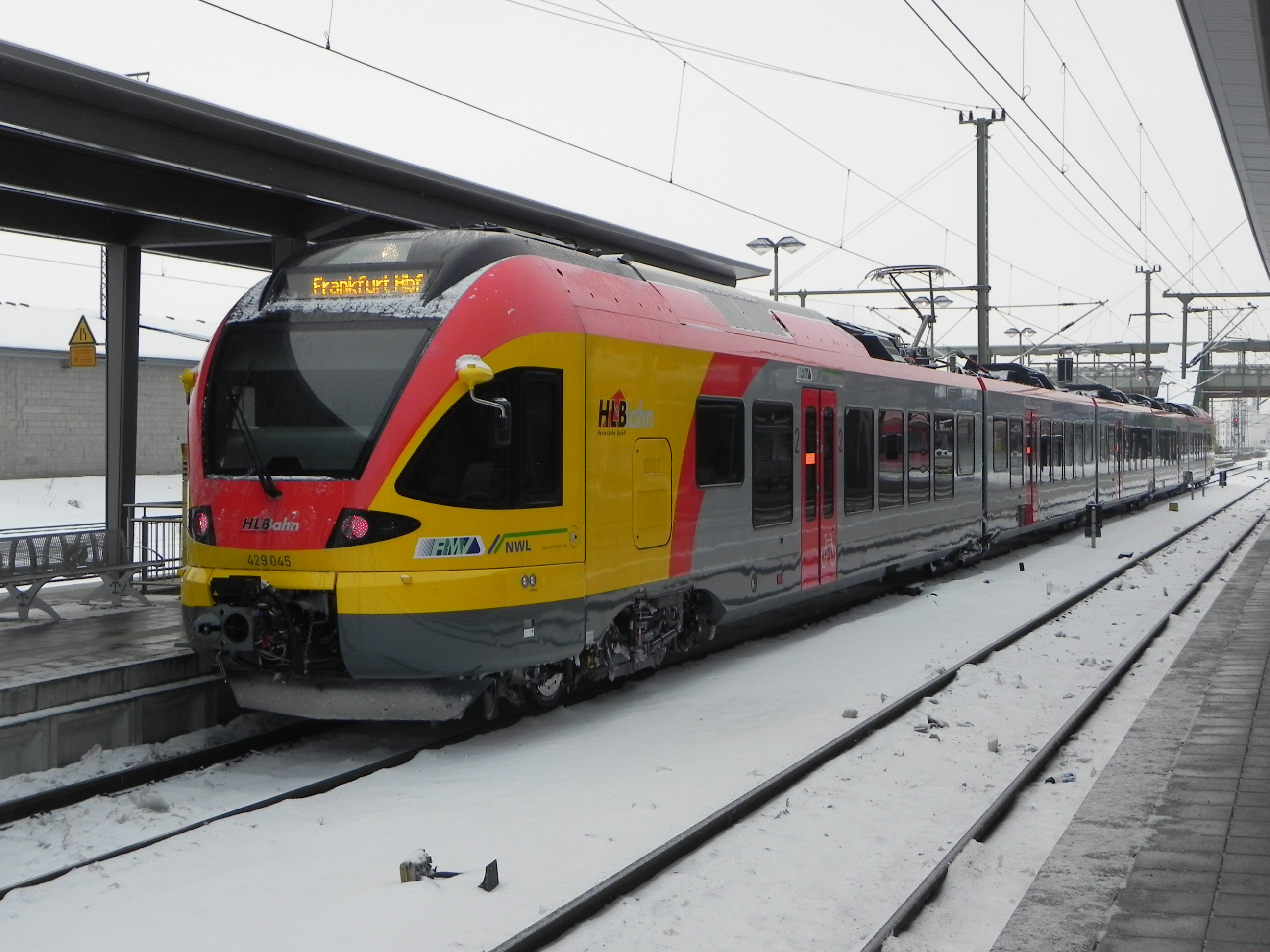
驶向法兰克福的区域快车于吉森车站

在铁路短途客运方面，有各种区域快车和区域列车路线行经吉森。这关系到法兰克福－锡根（“美因－锡格快线”，RE 99）和法兰克福－卡塞尔（“美因－威悉快线”，RE 98）之间的联结。此外，所有连接至弗里德贝格、马尔堡和迪伦堡的区域列车加密班次，都是在此处始发和终到。
吉森车站同样是兰河谷快线和中黑森快线的经停站，后者在此解编后分别驶往特雷萨和迪伦堡。车站还处理往返于盖尔恩豪森（经尼达）、富尔达（经格林贝格和阿尔斯费尔德）以及林堡和科布伦茨（经韦茨拉尔和威尔堡）的列车在吉森的始发和终到业务。在兰河谷和福格尔斯山运行的区域列车自2011年12月11日起由黑森州立铁路（HLB）经营。
| 路线  | 经由                                                                             | 子站          | 频率            |
| ----- | -------------------------------------------------------------------------------- | ------------- | --------------- |
| RE 25 | 吉森 － 韦茨拉尔 － 威尔堡 － 林堡 － （巴特埃姆斯 －）科布伦茨                  | 尽头线        | 两小时1班       |
| RE 30 | 卡塞尔 － 卡塞尔-威廉丘 － 特雷萨 － 马尔堡 － 吉森 － 弗里德贝格 － 法兰克福    | 美因-威悉子站 | 两小时1班       |
| RE 98 | 卡塞尔 － 卡塞尔-威廉丘 － 特雷萨 － 马尔堡 － 吉森 － 弗里德贝格 － 法兰克福    | 美因-威悉子站 | 两小时1班       |
| RE 99 | 锡根 － 迪伦堡 － 韦茨拉尔 － 吉森 （－ 弗里德贝格 － 法兰克福）                 | 美因-威悉子站 | （两）每小时1班 |
| RB 40 | 法兰克福 － 弗里德贝格 － 布茨巴赫 － 吉森 － 韦茨拉尔 － 黑博恩 － 迪伦堡       | 美因-威悉子站 | 每小时1班       |
| RB 41 | 法兰克福 － 弗里德贝格 － 布茨巴赫 － 吉森 － 马尔堡 － 施塔特阿伦多夫 － 特雷萨 | 美因-威悉子站 | 每小时1班       |
| RB 45 | 林堡 － 威尔堡 － 韦茨拉尔 － 吉森 － 格林贝格 － 阿尔斯费尔德 － 富尔达         | 上黑森子站    | 每小时1班       |
| RB 46 | 吉森 － 利希 － 洪根 － 尼达 － 格劳堡-斯托克海姆 － 比丁根 － 盖尔恩豪森        | 上黑森子站    | 每小时1班       |
| RB 49 | 吉森 － 布茨巴赫 － 弗里德贝格 － 尼德劳 － 哈瑙                                 | 美因-威悉子站 | 两小时1班       |

- RE98/RE99 在吉森合编开往法兰克福以及解编开往卡塞尔/锡根。
- RB40/RB41 在吉森合编开往法兰克福以及解编开往特雷萨/迪伦堡。

### 货运
客运车站的西南面为货运站，直至2016年，它一直是中黑森地区货运的中央列车编组站。来自周边各车站（例如弗兰肯贝格、迪伦堡和尼达）的地方货运都在这里进行最终编组。然而，这些列车编组任务如今已大部分移至韦茨拉尔货运站进行。

### 信号所
货运站以及吉森-贝格瓦尔德（Gießen-Bergwald）子站的信号机和转辙器仍由现场的几个机电信号所操作，而客运站自2004年12月以来已配备了一个电子信号所，并且可以通过法兰克福的调度中心进行远程控制。

## 换乘接驳

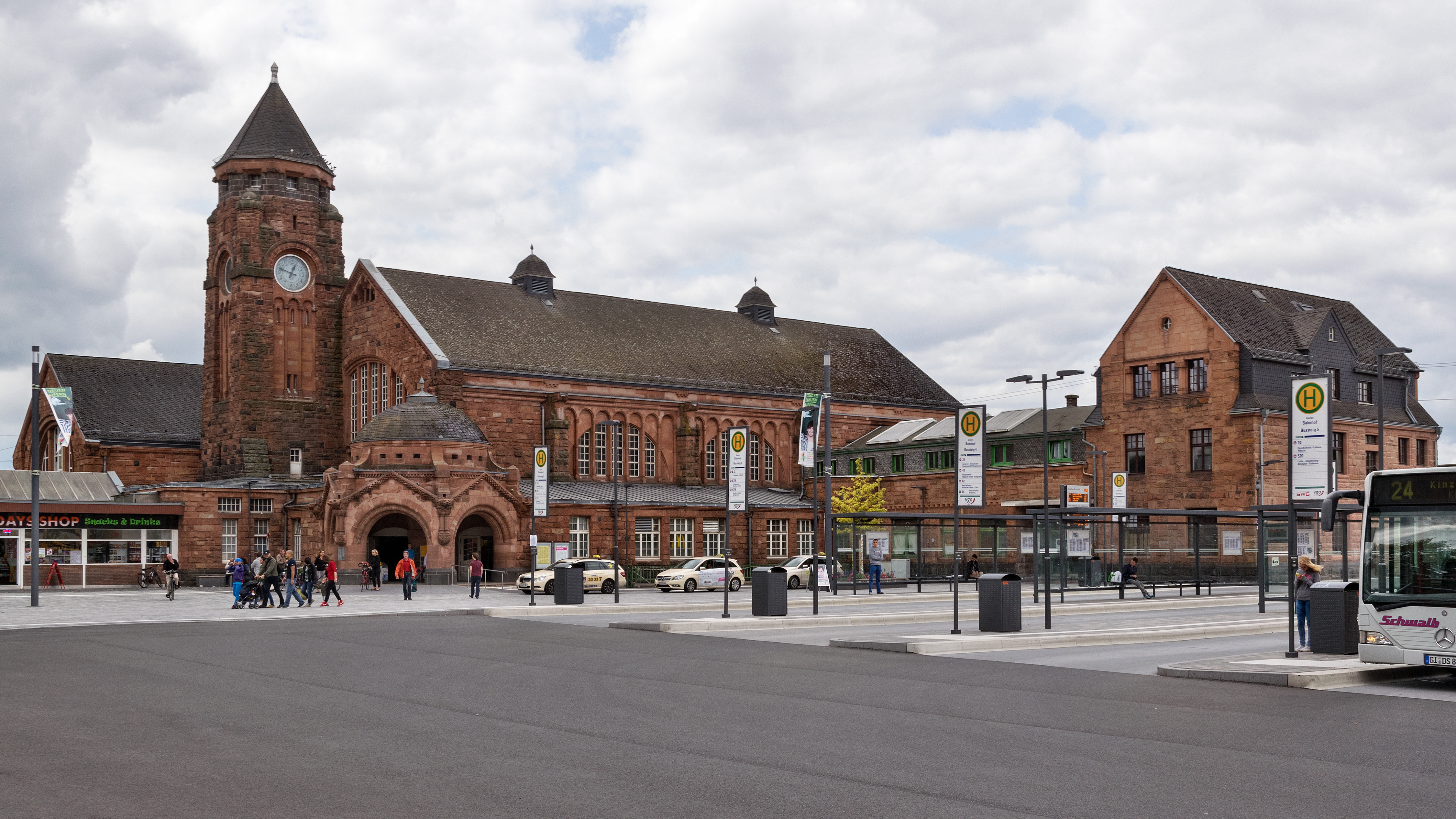
车站大楼及巴士站（2015年）

提供区域和地方公交路线的巴士车站就位于铁路车站的正前方，而由米特巴士提供的城市巴士路线停车点则紧邻1道。站前广场设有的士站，车站街（Bahnhofstraße）路旁则设有20个临停车位。兰河街（Lahnstraße）畔还有更多的临停车位。当地的共享汽车运营商在站前也有停车位。对于长时间停泊，兰河街上设有480个泊位的停车换乘场，老邮政街（Zur Alten Post）也提供一个停车楼。兰河街的换乘场通过一个带楼梯和升降机的天桥与1道至5道相连，因此可以实现无障碍通行。在兰河街和老韦茨拉尔径（Alten Wetzlarer Weg）还设有380个带顶篷的单车泊位。站前广场则提供400个单车泊位，其中180个为带顶篷，36个为收费式收纳箱。
根据黑森文物保护法，自1893年开放、从站前广场跨越福格尔斯山铁路轨道再通往老韦茨拉尔径的桥梁及露天台阶被列为文化古迹。它需要进行翻新，因其历史悠久的基座已不稳定，而水分渗透也危及结构。经过初步拆除讨论，台阶于2019年得到有针对性的拆卸，其各个部分都进行大修——一些也被替换，然后被重新建立在新的基座上。

## 未来规划
自车站翻新以来，一直存在着关于将车站隧道延伸至兰河街的讨论，这在当时是未能实现的。那里应在原货运站的基础上，利用两侧由建筑物围成的空间提供更多的临时车位、长途巴士站和更多的单车泊位。从长远来看，车站将寻求对站前广场至老韦茨拉尔径之间的阶梯设施进行无障碍改造。